# Triaenodes difformis
Triaenodes difformis är en nattsländeart som beskrevs av Martin E. Mosely 1932. Triaenodes difformis ingår i släktet Triaenodes och familjen långhornssländor. Inga underarter finns listade i Catalogue of Life.